# گلف‌استریم ۴
گلف‌استریم ۴ (به انگلیسی: Gulfstream IV) یک هواگرد ساختِ کارخانهٔ گلف‌استریم اروسپیس در کشور ایالات متحده آمریکا است که در سال ۱۹۸۵ ساخته شد. نخستین استفاده‌کنندهٔ این هواپیما نیروی هوایی ایالات متحده آمریکا بوده است.